# 1995 SN55
1995 SN55 قنطور مفقود في حضيض أكبر من كوكب المشتري ونصف المحور الرئيسي قد يكون أقل من مدار نبتون. ويمكن أن يكون هذا الجرم أكبر سنتور قنطور .

## الحجم
إذا تم تاكيد ان 1995 SN55 قنطور يكون واحدا من أكبر القنطور المعروفة. القنطور عادة لة بياض حوالي 0.08 . مع قدر مطلق (H)= 6.0 . ويمكن أن يكون قطرة 295 كم .

## الضياع
1995 SN55 كان على حوالي 39 وحدة فلكية من الشمس عندما تم اكتشافة . ورصد فقط 14 مرة خلال 36 يوما من 20 سبتمبر 1995 حتى 26 أكتوبر من العام نفسه. ونتيجة لقوس المراقبة القصير، المعلومات عن مدارة شحيحة، ويعتبر الآن مفقود.

## وصلات خارجية
- Orbital simulation from JPL (Java) / Ephemeris
- 1995 SN55 في قاعدة بيانات مختبر الدفع النفاث لأجرام النظام الشمسي الصغيرة

- الاكتشاف · مخطط المدار ·  العناصر المدارية · المعلمات المادية